# Šarišská Poruba
Šarišská Poruba (bis 1948 slowakisch „Vagaš“; ungarisch Kapivágása – bis 1907 Kapivágás, älter nur Vágás) ist eine Gemeinde im Osten der Slowakei mit 718 Einwohnern (Stand 31. Dezember 2024) im Okres Prešov, einem Teil des Prešovský kraj, und wird zur traditionellen Landschaft Šariš gezählt.

## Geographie

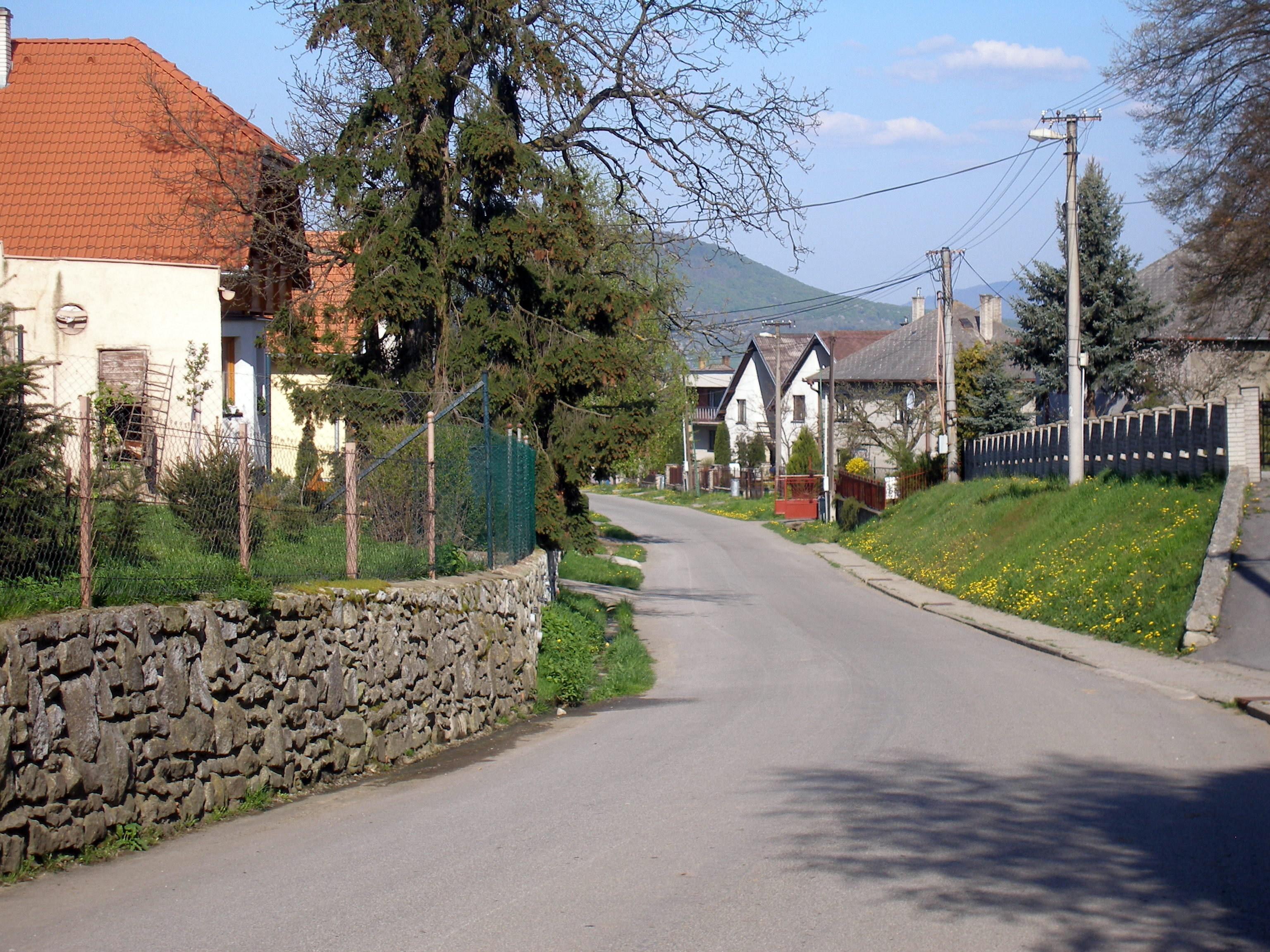
Straße in Šarišská Poruba

Die Gemeinde befindet sich am Nordrand des Gebirges Slanské vrchy auf einem Nebengewässer des Baches Ladianka. Das Ortszentrum liegt auf einer Höhe von 344 m n.m. und ist 13 Kilometer von Prešov entfernt.
Nachbargemeinden sind Nemcovce im Norden, Lipníky im Nordosten, Pavlovce im Osten, Okružná im Süden und Lada im Westen.

## Geschichte
Der Ort wurde in der zweiten Hälfte des 14. Jahrhunderts nach deutschem Recht gegründet und zum ersten Mal 1410 als Mathyuswagasa schriftlich erwähnt. Er gehört zum Herrschaftsgebiet der Burg Kapušany und wurde 1427 in Höhe von 21 Porta besteuert. 1787 hatte die Ortschaft 34 Häuser und 257 Einwohner, 1828 zählte man 41 Häuser und 326 Einwohner, die als Landwirte, Viehhalter und Gärtner beschäftigt waren.
Bis 1918/1919 gehörte der im Komitat Sáros liegende Ort zum Königreich Ungarn und danach zur Tschechoslowakei beziehungsweise heute Slowakei.

## Bevölkerung
| Jahr                | 1994 | 2004     | 2014     | 2024     |
| ------------------- | ---- | -------- | -------- | -------- |
| Anzahl der Personen | 372  | 428      | 582      | 718      |
| Unterschied         |      | +15,05 % | +35,98 % | +23,36 % |

| Jahr                | 2023 | 2024    |
| ------------------- | ---- | ------- |
| Anzahl der Personen | 701  | 718     |
| Unterschied         |      | +2,42 % |

Nach der Volkszählung 2011 wohnten in Šarišská Poruba 537 Einwohner, davon 459 Slowaken und 43 Roma. Ein Einwohner gab eine andere Ethnie an und 34 Einwohner machten keine Angabe zur Ethnie.
289 Einwohner bekannten sich zur römisch-katholischen Kirche, 200 Einwohner zur Evangelischen Kirche A. B. und ein Einwohner zur orthodoxen Kirche; fünf Einwohner bekannten sich zu einer anderen Konfession. Fünf Einwohner waren konfessionslos und bei 37 Einwohnern wurde die Konfession nicht ermittelt.

## Bauwerke und Denkmäler
- Evangelische Kirche aus dem Jahr 1655